# Liodrosophila rufa
Liodrosophila rufa är en tvåvingeart som beskrevs av Toyohi Okada 1974. Liodrosophila rufa ingår i släktet Liodrosophila och familjen daggflugor. Inga underarter finns listade i Catalogue of Life.